# Georges Othily
Georges Othily (Caiena, 7 de gener de 1944 - Caiena, 18 de desembre de 2017) fou un polític de la Guaiana Francesa. Llicenciat en dret, treballà com a administrador de béns i participà en política des que el 1979 fou escollit membre del Consell General de la Guaiana Francesa pel cantó d'Iracoubo, càrrec que ocupà fins al 1985. El 1983 fou nomenat president del Consell Regional de la Guaiana Francesa i de 1989 a 2008 fou escollit senador i formà part del grup socialista i després del Reagrupament Democràtic i Social Europeu. De 1990 a 1998 fou membre de la delegació parlamentària del Senat a la Unió Europea. També ha estat alcalde d'Iracoubo (1995-2001) i membre titular de l'Alta Cort de Justícia.
A les eleccions regionals franceses de 2004 es presentà amb el partit Forces Democràtiques de Guaiana (FDG), que va obtenir 7 escons al Consell Regional aliat amb el grup Walwari.

## Obres
- Harmonie d'Ebène (recueil de poèmes), 1965
- La Guyane : les grands problèmes, les solutions possibles Éditions caribéennes, amb Elie Castor.
- 1928 : Tragédie à Cayenne - les émeutes, la mort du docteur Jean, Éditions caribéennes, 1987
- La Guyane une ambition, un avenir, Éditions caribéennes, 1989
- René Jadfard ou l'éclair d'une vie, Éditions caribéennes, 1989
- Histoire d'une loge : la France equinoxiale 1844-1994, Éditions L'Harmattan, 1994
- J'assume tout, Ibis Rouge Éditions, 2005
- Bertène Juminer : une vie, un destin, Éditions L'Harmattan, 2007